# Fischerinsel

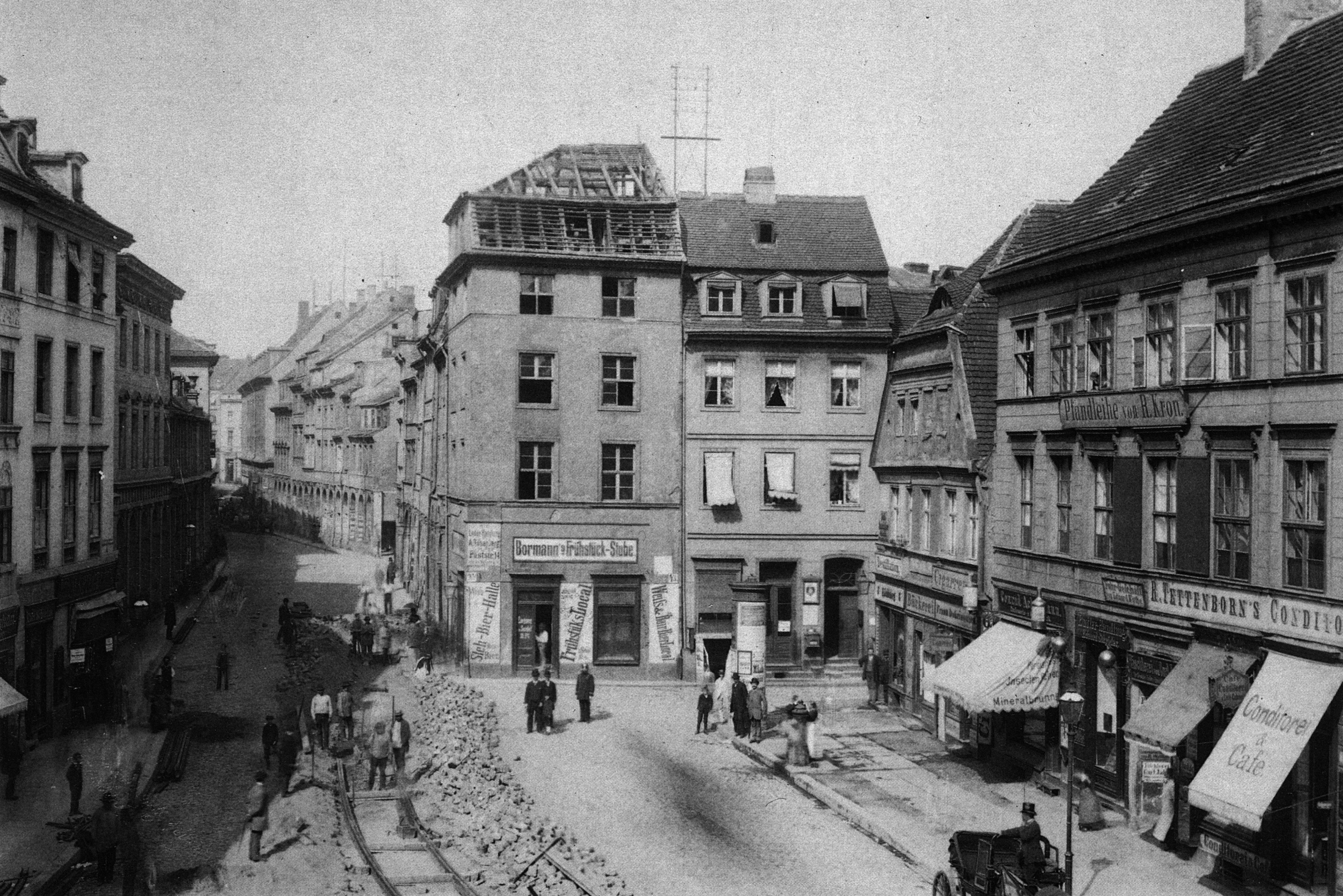
Köllnischer Fischmarkt, 1886. La Breite Straße croise maintenant la Gertraudenstraße à cet emplacement.

La Fischerinsel (en allemand : [ˈfɪʃɐˌʔɪnzl̩], Île aux Pêcheurs), située à Berlin en Allemagne, est la partie sud de l'île située sur la rivière Spree et était autrefois l'emplacement de la ville de Cölln qui fait maintenant partie du centre de Berlin. La partie nord de l'île est connue sous le nom d'Île aux Musées. Elle s'étend au sud de la Gertraudenstraße et doit son nom à une colonie de pêcheurs qui occupait autrefois l'extrémité sud de l'île. Jusqu'au milieu du XXe siècle, c'est un quartier pré-industriel bien conservé dont la plupart des bâtiments ont survécu à la Seconde Guerre mondiale, mais dans les années 1960 et 1970 sous la République démocratique allemande, il a été nivelé et remplacé par un ensemble de tours résidentielles.

## Histoire

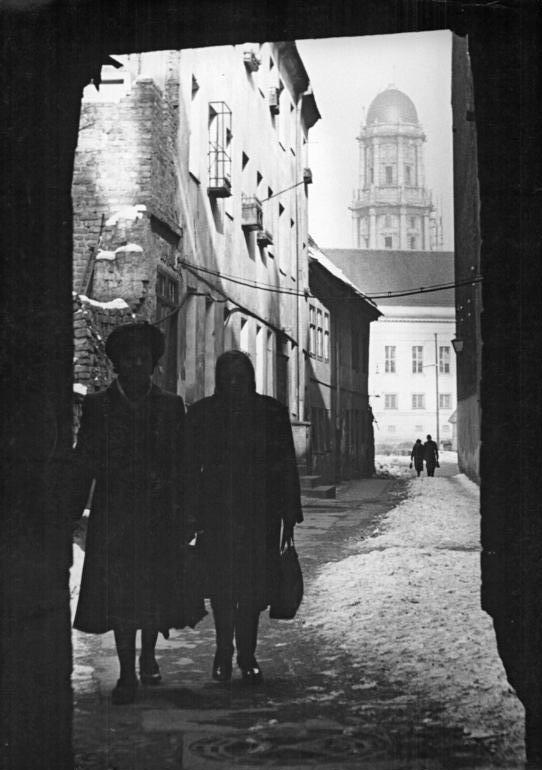
Off Fischerstraße, 1952, avec l'Altes Stadthaus en arrière-plan.

Le village d'origine des pêcheurs et bateliers fait partie de Cölln à partir de 1237. Le quartier, d'environ 8 hectares, connaît au cours du XVIIe siècle un afflux de population marquée par la pauvreté, et est connu sous le nom de Fischerkiez (village de pêcheurs). En 1709, Cölln s'unit à Berlin, dont l'ancien centre se trouve sur la rive est du fleuve. Au XVIIIe siècle, la pêche connaît un déclin à mesure que la ville s'industrialise. Au début du XIXe siècle, le quartier Fischerinsel cesse alors de se développer et conserve désormais l'aspect du vieux Berlin, avec les dernières maisons à pignon de la ville. Au XXe siècle, il devient une attraction touristique.
Le quartier et sa rue principale, Fischerstraße, sont restés relativement intacts après la Seconde Guerre mondiale. Comme le reste de l'arrondissement de Mitte, il est compris dans la zone soviétique, devenue Berlin-Est. En 1954, un plan est élaboré pour le quartier qui mettait l'accent sur la conservation des bâtiments survivants. Les plans ultérieurs prévoient un remplacement par des logements à faible densité (1957) et un développement du périmètre des tours d'habitation. Cependant, en 1960, un plan d'ensemble est adopté pour le centre de Berlin, qui implique la démolition de tous les bâtiments du secteur. Les démolitions commencent en 1964, y compris 30 sites classés, et l'ancien plan de rue disparaît. Le peintre Otto Nagel, dans les dernières années de sa vie, effectue une série de pastels intitulée Abschied vom Fischerkiez (Adieu au village de pêcheurs), après avoir vainement appelé à sa préservation en 1955.
La Breite Straße est agrandie et à partir de 1967, cinq tours résidentielles sont construites, annoncées comme « le premier groupe d'immeubles de grande hauteur dans la capitale », mais interfèrent ensuite avec les plans d'un grand axe urbain central. En 1971 – 73, le spectaculaire lieu de restauration Großgaststätte Ahornblatt  (la Feuille d'Erable) est ajouté au quartier, qui comprend finalement cinq blocs de 21 étages, un bloc double avec des sections de 18 et 21 étages, un centre de natation ouvert en octobre 1979, deux jardins d'enfants et un supermarché. En 2000, l'Ahornblatt est démoli pour laisser place à un centre polyvalent comprenant un hôtel, des appartements et des bureaux, malgré un mouvement de protestation. Après le réaménagement du site, les anciens emplacements de la Roßstraße, la Petristraße, la Grünstraße et la Gertraudenstraße sont encore visibles par endroits.
La Fischerinsel est aujourd'hui le siège du port historique de Berlin (Historischer Hafen Berlin), une association à but non lucratif axée sur la rénovation de vieux navires. L'un d'eux, MS Heimatland, construit en 1910, est le siège de Hošek Contemporary, centre d'art et galerie d'art. La galerie se concentre principalement sur les installations spécifiques au site, les arts de la scène et les installations sonores expérimentales.

## Bâtiments notables

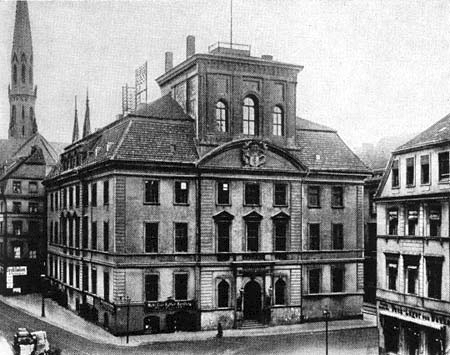
Hôtel de ville de Cölln, vers 1880. La Petrikirche est en arrière-plan

### Bâtiments disparus
La Petrikirche (église Saint-Pierre) sur la Petriplatz, attenante à Gertraudenstraße sur le côté nord, était l'église paroissiale de Cölln et est supposée avoir été fondée dans la première moitié du XIIIe siècle, à l'époque où les villes de Berlin et Cölln ont toutes deux ont reçu leur charte. La dernière des cinq églises sur le site, la deuxième église néo-gothique de la ville, a été conçue par Heinrich Strack et construite en 1846 – 53. Elle avait une flèche de 111 mètres de haut qui fut pendant quelque temps le plus haut bâtiment de Berlin. Le bâtiment est endommagé et brûlé par l'artillerie pendant la bataille de Berlin en 1945 parce qu'une unité de Waffen-SS s'était enfermée à l'intérieur, et est démoli en 1964 dans le cadre du dégagement du Fischerinsel. A sa place est construite la House Of One - la première maison de prière au monde pour trois religions.
Le dernier hôtel de ville de Cölln (Rathaus) faisait face au Köllnischer Fischmarkt. Il a été conçu par l'architecte de la cour, Martin Grünberg, et construit en 1710 – 23 dans le style baroque, mais pour une réduction des coûts, la tour et les escaliers d'entrée n'ont pas été construits. Il est démoli en 1899-90. 
L'auberge Zum Nußbaum située au 21 de la Fischerstraße, construite en 1705 selon une inscription sur l'entrée de la cave  et nommée d'après le noyer qui poussait autrefois à l'extérieur, était l'un des plus anciens établissements de boisson de la ville. Il était populaire auprès des touristes et a été représenté par Heinrich Zille et Otto Nagel. Détruit en 1943, il est recréé en 1987 dans le Nikolaiviertel dans le cadre de la création est-allemande d'une vieille ville touristique.
Le marchand Hans Kohlhase, sur lequel se fonde la nouvelle de Heinrich von Kleist, Michael Kohlhaas : la maison au 28 de la Fischerstraße était présumée être la sienne.

### Bâtiments existants
La Großgaststätte Ahornblatt, conçue par Gerhard Lehmann, Ulrich Müther, Rüdiger Plaethe et Helmut Stingel, est construit en 1971–73. Le bâtiment est classé comme monument en 1995 pour son architecture moderne mais est cependant démoli en 2000.
Markus Wolf, chef du renseignement étranger de la Stasi, vivait dans l'une des tours dans les années 1970.

## Galerie

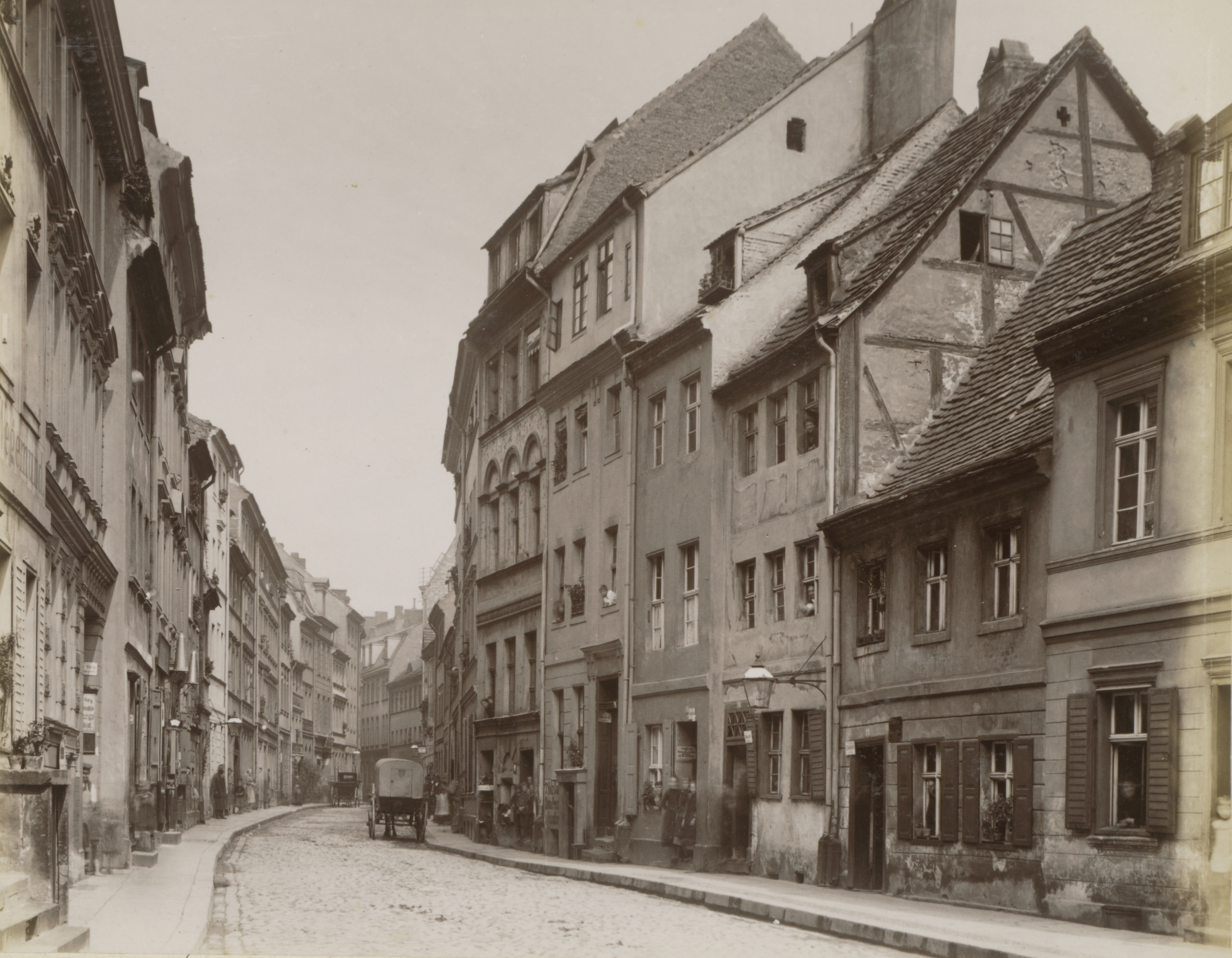
Vue sud sur la Petristraße, vers 1880.
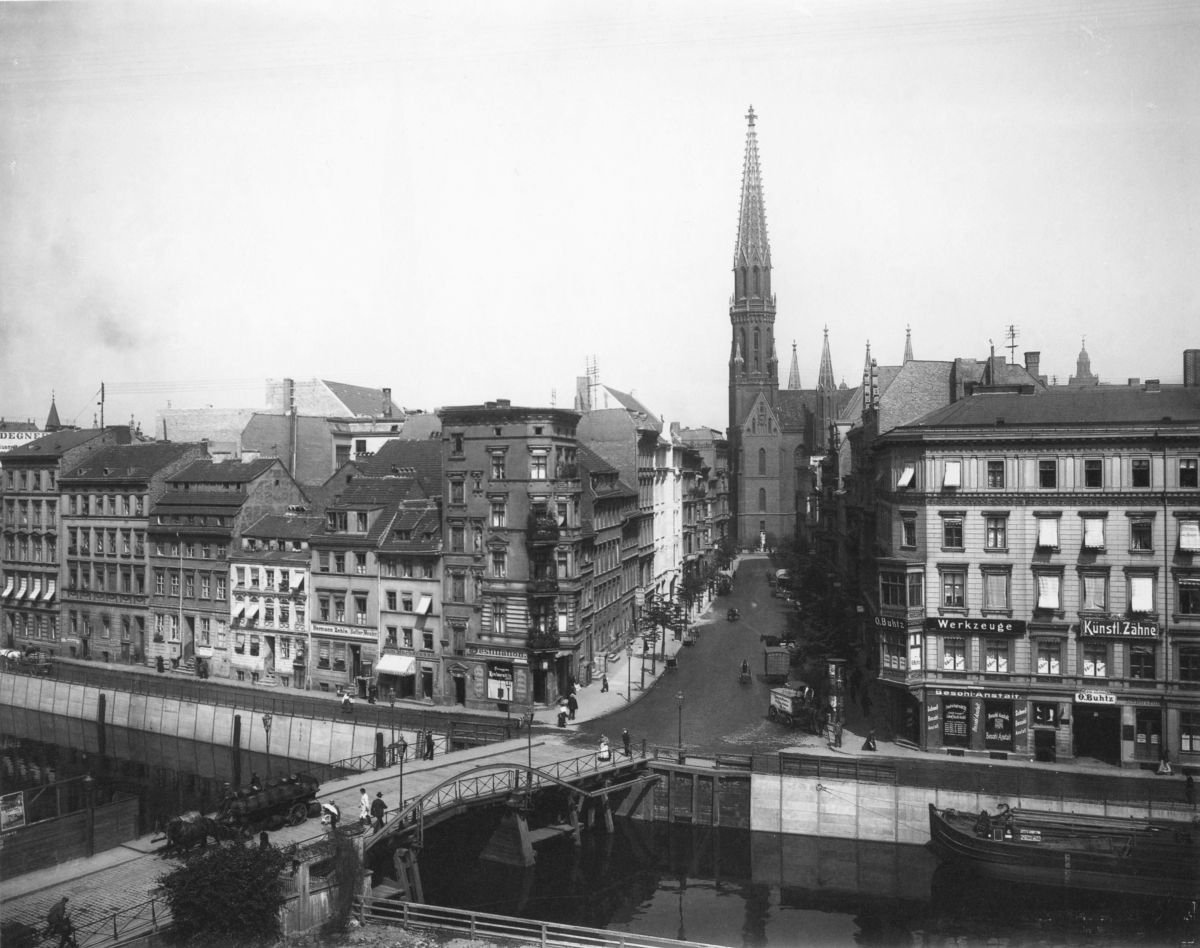
Vue vers le bas de la Grünstraße jusqu'à la Petrikirche, 1903.
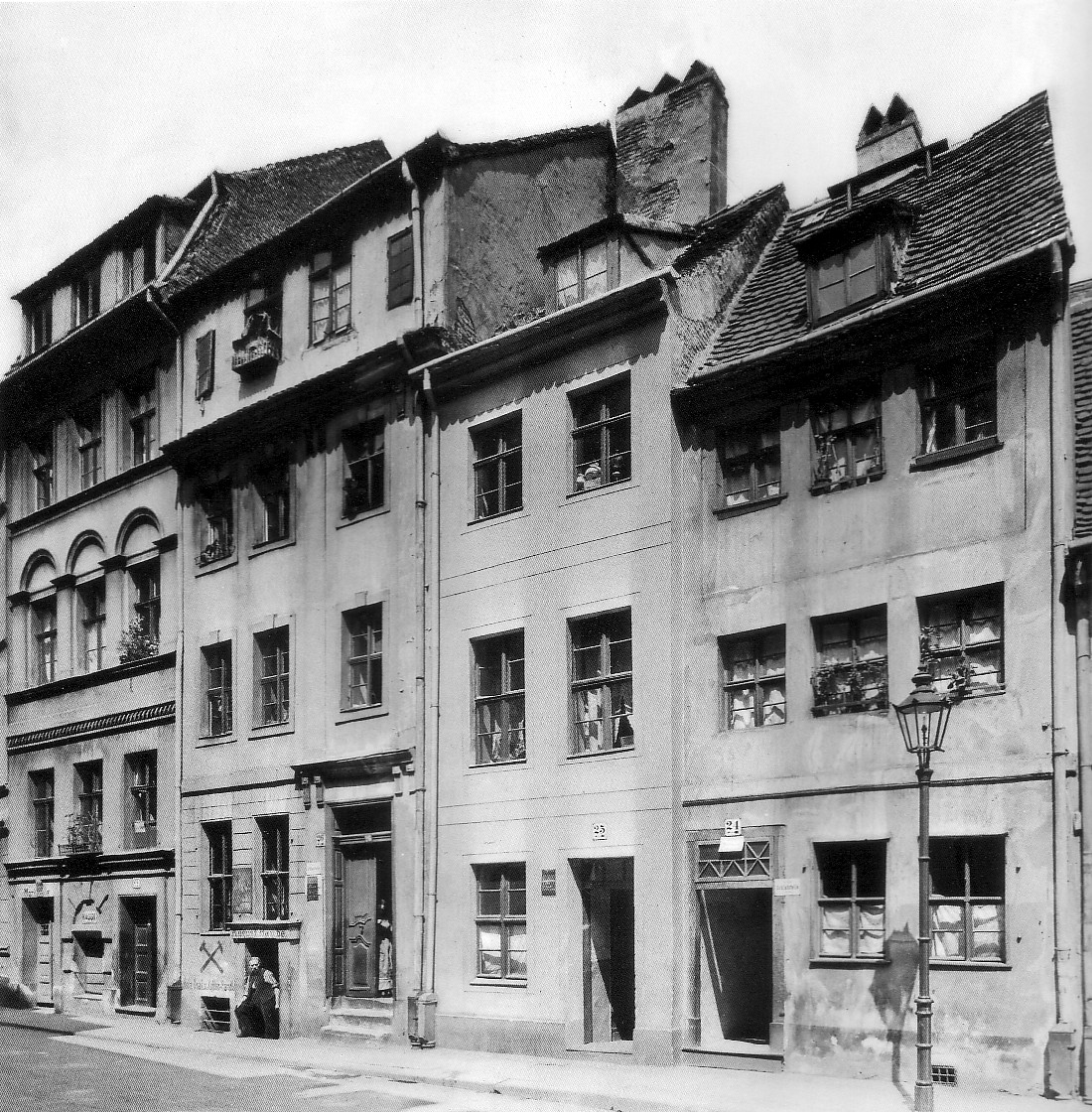
Maisons dans la Petristraße, 1910.
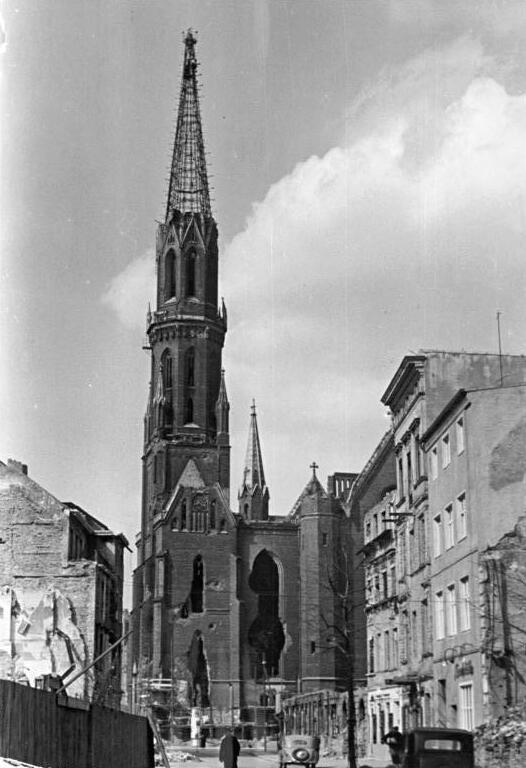
La Petrikirche endommagée par la guerre, 1951.
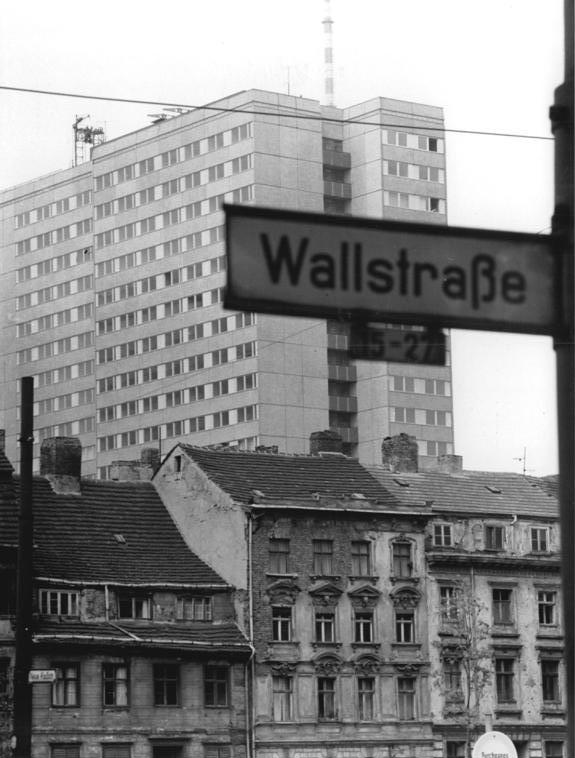
Vieux bâtiments sur la Wallstraße en attente de démolition en 1969, de nouvelles tours résidentielles en arrière-plan.
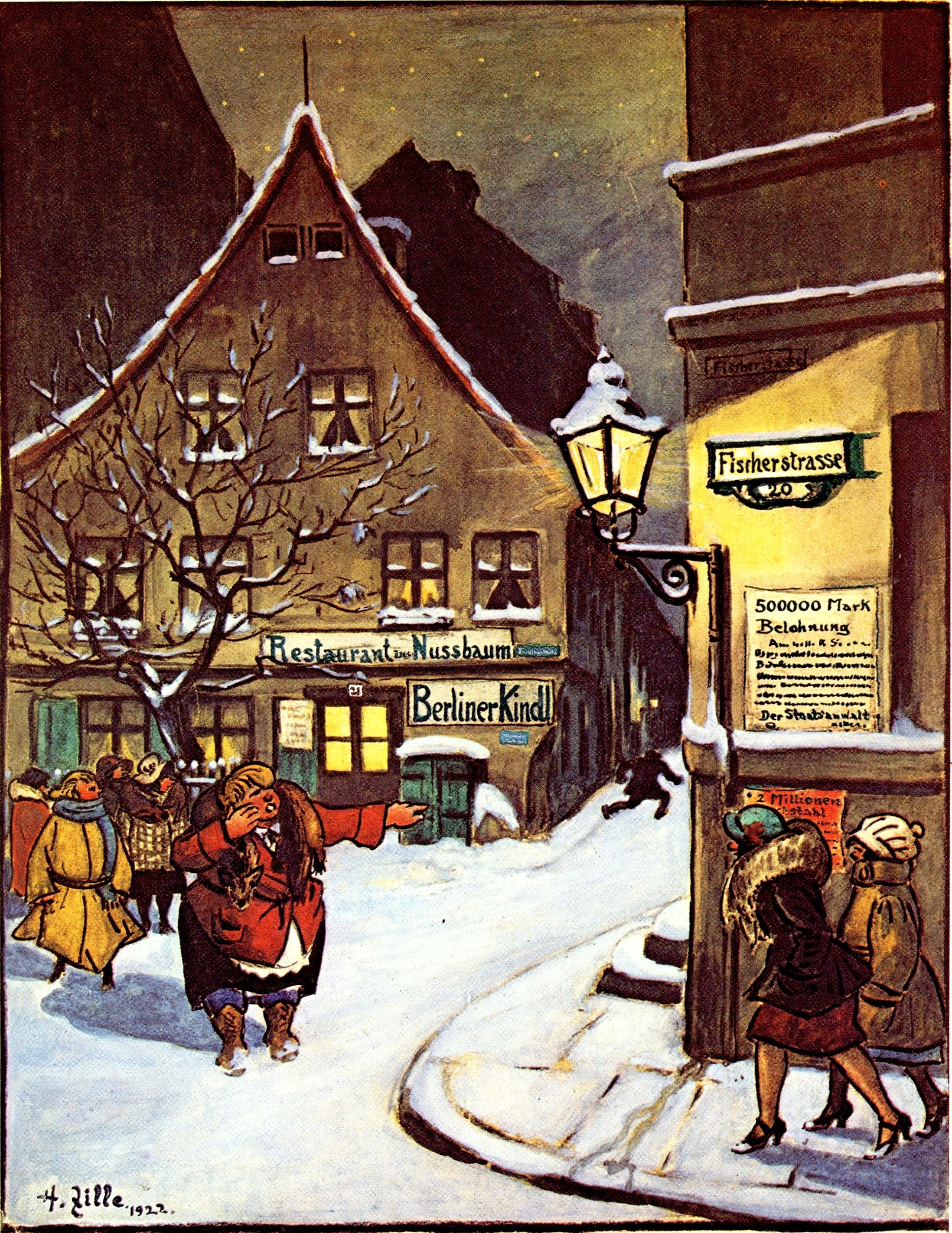
Zum Nußbaum, Fischerstraße, illustré par Heinrich Zille, 1922.
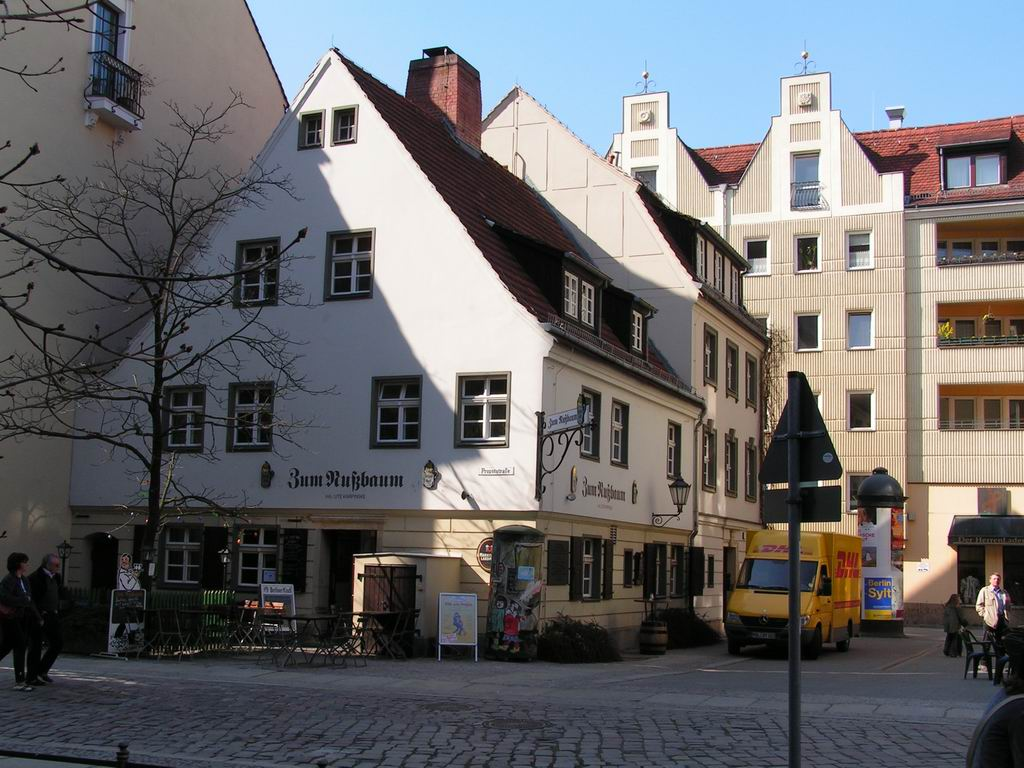
Zum Nußbaum dans le Nikolaiviertel, 2005.
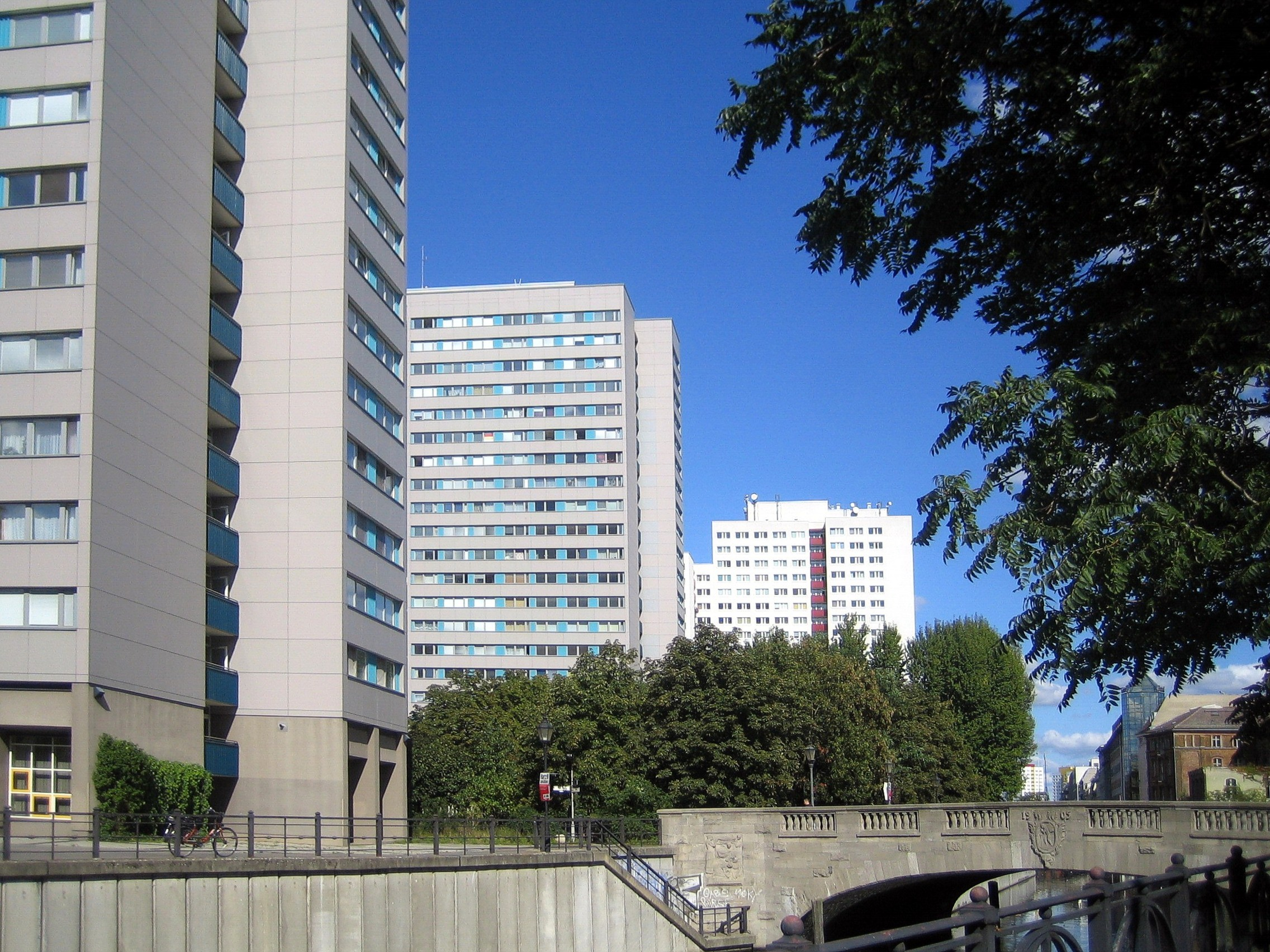
Les tours résidentielles sur la Fischerinsel, 2009.
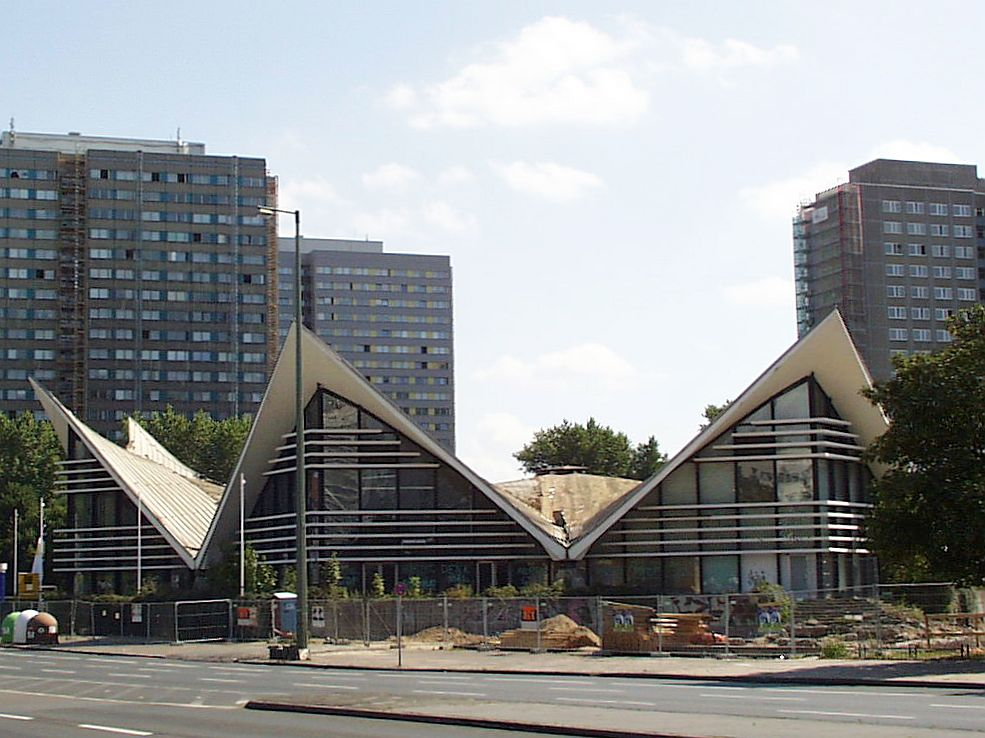
Großgaststätte Ahornblatt, 2000.